# Karol Durski-Trzaska
Karol Trzaska-Durski (ur. 6 września 1849 w Spasie, zm. 15 sierpnia 1935 w Wadowicach) – Feldmarschalleutnant cesarskiej i królewskiej Armii, generał broni Wojska Polskiego, kawaler Orderu Virtuti Militari.

## Życiorys
W latach 1864–1868 słuchacz Wojskowej Wyższej Szkoły Realnej w Hranicach (niem. Mährisch Weißkirchen). Od 1 października 1868 służył w cesarskiej i królewskiej Armii. W 1893 został przeniesiony do pułku artylerii dywizyjnej nr 8 w Radgersburgu. W 1895 został przeniesiony do pułku artylerii dywizyjnej Nr 32 we Lwowie. W 1899 został przeniesiony do pułku artylerii dywizyjnej Nr 28 w Przemyślu na stanowisko komendanta pułku. W kwietniu 1904 został przeniesiony do pułku artylerii korpuśnej Nr 11 we Lwowie na stanowisko komendanta pułku. 9 listopada 1907 awansował na generała majora ze starszeństwem z 1 listopada 1907 i został mianowany komendantem 6 Brygady Artylerii w Koszycach.
30 września 1908 przeszedł na emeryturę w stopniu generała majora. 16 maja 1912 został mianowany tytularnym marszałkiem polnym porucznikiem (Feldmarschalleutnant).
W chwili wybuchu I wojny światowej powołany został do służby czynnej. Od 23 września 1914 do grudnia 1915 był komendantem Legionów Polskich z ramienia Austrii. 24 grudnia 1915 został mianowany rzeczywistym marszałkiem polnym porucznikiem. 16 marca 1916 został ponownie przeniesiony w stan spoczynku.
Od marca 1919 służył w Wojsku Polskim. Do 20 września 1920 dowodził Okręgiem Generalnym „Warszawa”. Był także członkiem Rady Wojennej. Z dniem 1 października 1920 Minister Spraw Wojskowych powierzył mu synekurę, w postaci urzędu Inspektora Instytucji Oficerskich. 21 grudnia 1920 został mianowany przewodniczącym Ogólnej Komisji Weryfikacyjnej. Z dniem 1 kwietnia 1921 został przeniesiony w stan spoczynku, w stopniu generała broni. 17 maja 1922 odznaczono go orderem wojskowym „Virtuti Militari" V klasy. 26 października 1923 Prezydent RP Stanisław Wojciechowski zatwierdził go w stopniu generała broni.
Mieszkał w Gniewie i Wadowicach. Żonaty z Anną Edlbacher, z którą miał dwie córki i dwóch synów, oficerów Wojska Polskiego. Syn Antoni był pułkownikiem WP.
Zmarł 15 sierpnia 1935 w Szpitalu powszechnym w Wadowicach.

## Awanse
- podporucznik (Leutnant) – 1868
- porucznik (Oberleutnant) – 1875
- kapitan (Hauptmann II kl.) – 1883
- kapitan (Hauptmann I kl.) – 1887
- major – 1 stycznia 1894
- podpułkownik (Oberstleutnant) – 1 maja 1898
- pułkownik (Oberst) – 1 listopada 1901

## Ordery i odznaczenia
- Krzyż Srebrny Orderu Wojskowego Virtuti Militari[18] nr 7484 (17 maja 1922)[19][20]
- Krzyż Komandorski Orderu Odrodzenia Polski (2 maja 1922)[21][22]
- Krzyż Walecznych (dwukrotnie)[18]
- Złoty Krzyż Zasługi (1928)[18]
- Krzyż Kawalerski Orderu Leopolda z Dekoracją Wojenną (1914, Austria)[18]
- Order Korony Żelaznej III klasy (Austria)[18]
- Krzyż Zasługi Wojskowej (Austria)[18]
- Medal Wojenny (Austria)[18]
- Krzyż Jubileuszowy Wojskowy (Austria)[18]
- Krzyż Jubileuszowy (Austria)[18]
- Krzyż Żelazny II klasy (1915, Prusy)[18][23]